# Apispiralia
Apispiralia is een geslacht van weekdieren uit de klasse van de Gastropoda (slakken).

## Soorten
- Apispiralia albocincta (Angas, 1871)
- Apispiralia catena Laseron, 1954
- Apispiralia maxima Laseron, 1954